# Havasi törpefenyő
A havasi törpefenyő (Pinus mugo) a fenyőfélék (Pinaceae) családjában a névadó tűnyalábos fenyő (Pinus) nemzetség egyik faja.

## Származása, elterjedése
Európa magashegyein őshonos Spanyolországtól a Balkán-félszigetig.

## Leírása
1–4 méter magas, elterülő fenyő: a teljesen elfekvő, szinte kúszó bokortól a kisebb koronás fáig sokféle alakot ölthet. A termőhelytől függően tömörebb vagy lazább, kisebb vagy nagyobb bokra szabálytalan alakú. Egy-egy gyökérből több hengeres, 1–2,5 méteres ág nő ki. Ezek alul a talajra fekve terjednek, végük felemelkedik. Kar-, ritkábban combvastagságúak, szétágazók; többnyire 3-4, máskor kétágúak vagy átellenesek. A korosabbak szétterpednek, hajlékonyak, rugalmasak, szívósak. Kérgük színe a hamvasszürkétől a füstösfeketéig változó; a vékonyabbaké a nemzetség más fajaihoz hasonlóan sima, nem repedezett, bibircses; később finoman hámló, illetve szögletes pikkelyekre hasadozik. A hajtástengelyek fénylő narancsbarnák. Rügyeinek csúcsa rövid; a pikkelyek csúcsa általában gyantás.
A háncs és a farész fehér. Amíg nedvdús, könnyen hasad; kiszáradva kemény és rideg.
A 8 mm-es levélhüvelyekből egy-egy pár 3–8 cm-es, félhenger keresztmetszetű tűlevél nő. Ezek felállók, merevek, törékenyek, az ágacskák felső részét igen sűrűn fedik. Mindkét oldaluk fényes. Csíkosak, belső felületük ellaposodik, a külső domború, a levélszél aprón, fűrészesen érdes. A bibircseken elhelyezkedő levélhüvelyek hártyás pikkelyszerűek.
A hím- és a nővirágok ugyanazon egyed különböző törzsein vagy ugyanazon törzs különböző ágain nyílnak. Porzós virág van több; ezek sűrűn körbeveszik az ágakat, és hosszanti, nyolcas ferde sorokban tojásdad barkává állnak össze. A porzós virágok csészéje négy, tojásdad, hártyás pikkelyből és a virággal azonos hosszúságú, mintegy az ágacskákkal közös virágtengelyen összenőtt murvából áll. A sűrű füzérű barkában az apró kocsányú pikkely csúcsán, közös oszlopon ülnek a portokok; virágporuk sárga. A nővirágok lekerekített-tojásdadok; belőlük az idei hajtások csúcsához közel sötétbíbor színű tobozok fejlődnek a közbeékelődő rüggyel és a következő évben termő tobozokkal. A termők igen aprók, még mikroszkóppal is alig láthatók, sűrűn pikkelyesek.
A terpedten felálló, 2–6 cm hosszú és 1–4 cm széles, tojásdad toboz fiatalon zöld, majd megbarnul. A toboz töve hártyás, igen sok fedelékes pikkelyből áll; a vége szétnyílik. Az alapfaj merev, ékformájú, a csúcs felé vastagodó, hegyes tobozpikkelyeinek közepe tompán kidudorodik; az alsó és a legfelső pikkelyek hegye hiányzik. Az uncinata alfaj pikkelyei általában kampósak, de nem hegyesek; közülük a legalsók kiszélesednek. A két mag kicsiny, ferdén visszás tojásdad.
A virágzást megfigyelve a számtalan példány között mindössze egyetlen olyat láttunk, amelyen az előző évben a termős toboz mellett kifejlődött egy porzós virágokkal teli ágacska. Gyakran megfigyelhető viszont a porzósoknál erőteljesebb nőnemű törzseket, ágakat és feljegyeztük, hogy az utóbbiak többnyire együtt alakulnak ki, igen gyakran csak egy-egy, elszórtan; a korábbiak pedig a tobozok között fejlődnek ki, kettesével szemben állva, illetve hármasával vagy négyesével. A termős tobozok általában három évig fennmaradnak: az első évben virágoznak, a másodikban a termés növekszik, majd a harmadikban az újabb virágzás előtt szórják szét magvaikat, néhány azonban a következő évben is a helyén marad.
Minden megsebzett rész, a fiatal tobozok pedig maguktól is ontanak áttetsző, illatos balzsamot, mely desztillációval igen erős illatú olajat ad; ez Balsamum carpaticum néven ismert.[forrás?]

## Életmódja, termőhelye
Magashegységi legelőkön, sziklás lejtőkön él; igénytelen és ellenálló. Szinte bármilyen talajon megél, még akkor is, ha az száraz és meszes — de a szélsőségesen száraz éghajlatot nem bírja. Rendkívül fényigényes: árnyékban kiritkul és megcsúnyul.
Termőhelyén sűrű cserjefoltokat, vagy egész hegyoldalakat beborító áthatolhatatlan bozótosokat alkot széles sávban a fahatár és a magashegyi kopárok, illetve legelők között. Fekvő termete védi a széltől, talaját az átfagyástól és a lemosódástól. Télen vastag hótakaró borítja be, és megvédi a nagy fagyoktól, ezért a hosszútűs fenyők közül ez a faj tűri legjobban a hideget.

## Felhasználása
Számos nemesített változatát sziklakertekbe, kiskertekbe vagy akár teraszokon dézsába ültetik. Alacsony változataiból sövény is nevelhető. Gyűjteményekben főleg nyugati alfaja, a P. mugo ssp. uncinata látható — ez akár 20 m magasra is megnőhet

## Alfajok, változatok
Nagyon változékony faj.

### Természetes változatai
- P. mugo var. mughus — a Kelet-Alpokban és a Balkán-hegységben honos. A kertészetek igen kedvelik, mert kiváló talajtakaró és magról jól szaporítható. Ágai lekönyökölnek, a végük feláll. Sövénynek is alkalmas.[4]
- P. mugo var. pumilio — alacsony, sűrűn ágas, szélesen elterülő cserje; koronája lapított gömb alakú. Ágai egyenetlenül nőnek. Rügyei a hajtásvégeken hossúak, szürkésbarnák. Tűi sűrűn borítják az ágakat. magról könnyen szaporítható, ezért tömegesen forgalmazzák.[5]

### Kertészeti változatok
A több alfajból és természetes változatból számos kertészeti változatát nemesítették ki. Ezek közül néhány:
- Pinus mugo ‘Gnom’ — legfeljebb 2 m magas cserje. Ágai sűrűn állnak. Ivartalanul (oltványként) szaporított, teljesen kiegyenlített növekedésű klón.[4]
- Pinus mugo ‘Humpy’ — tarka gyalogfenyő: néhány hónapig a tűk végei sárgává válnak, majd visszazöldülnek, mini méretű;
- Pinus mugo ‘Mops’ — lapított gömb alakú, törpe fajta. Ágai sűrűn állnak. Általában szélesebb, mint amilyen magas. Sötétzöld tűlevelei akár 7 cm hosszúra is megnőhetnek. Csúcsrügyei gyantásak.
- Pinus mugo ‘Ophir’ — aranyszínű gyalogfenyő: törpe gömb, változóan intenzív aranyszínű tűkkel;
- Pinus mugo ‘Varella’ — tűpamacsos, törpe gyalogfenyő: törpe sűrű zöld gömb;
- Pinus mugo ‘Zundert’ — legfeljebb 80 cm magasra nő, tűi télen sárgák, nyárra visszazöldülnek.

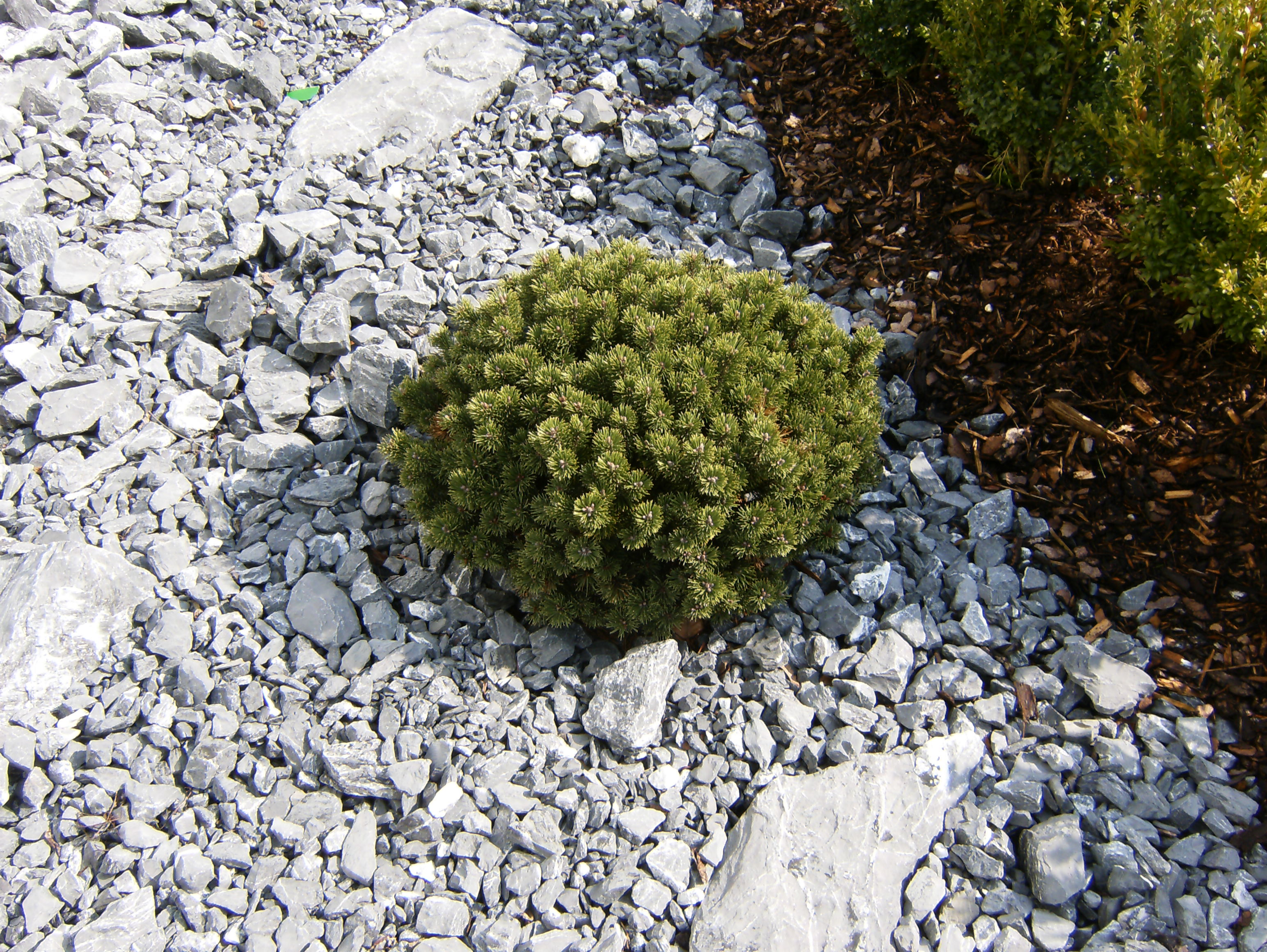
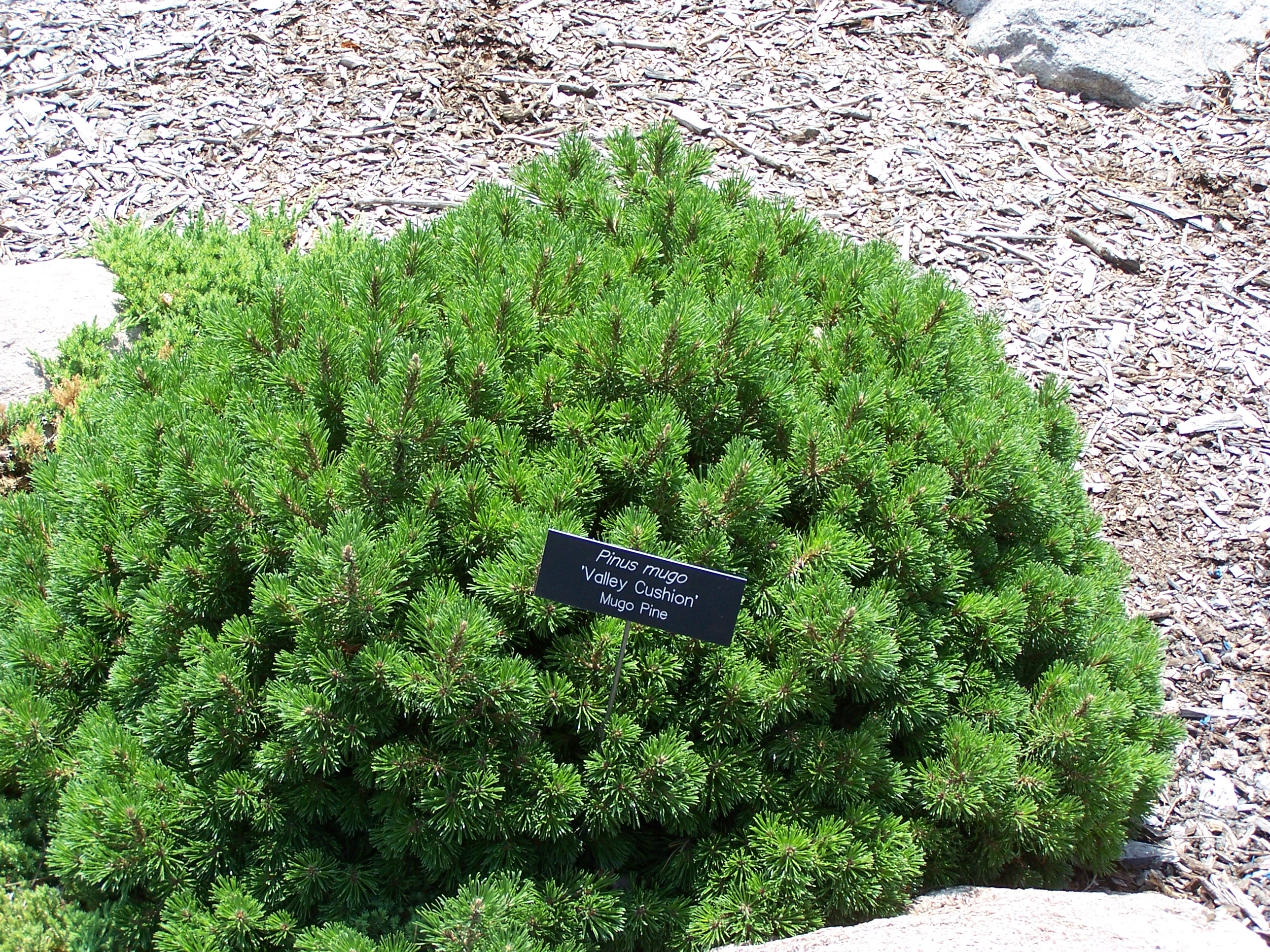
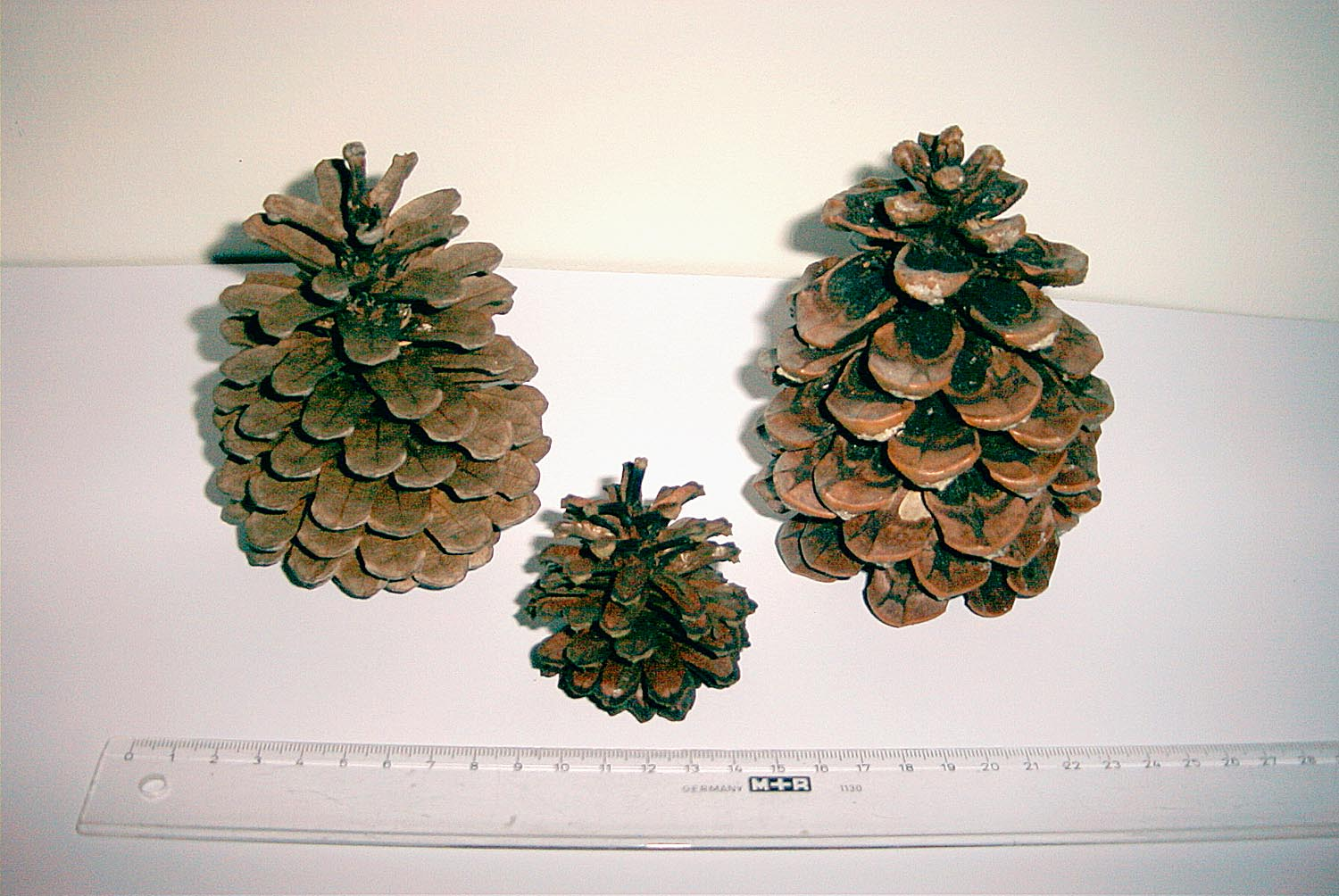
A P. mugo toboza középen. Összehasonlítva balra a P. halepensis, jobbra a P. pinea tobozával
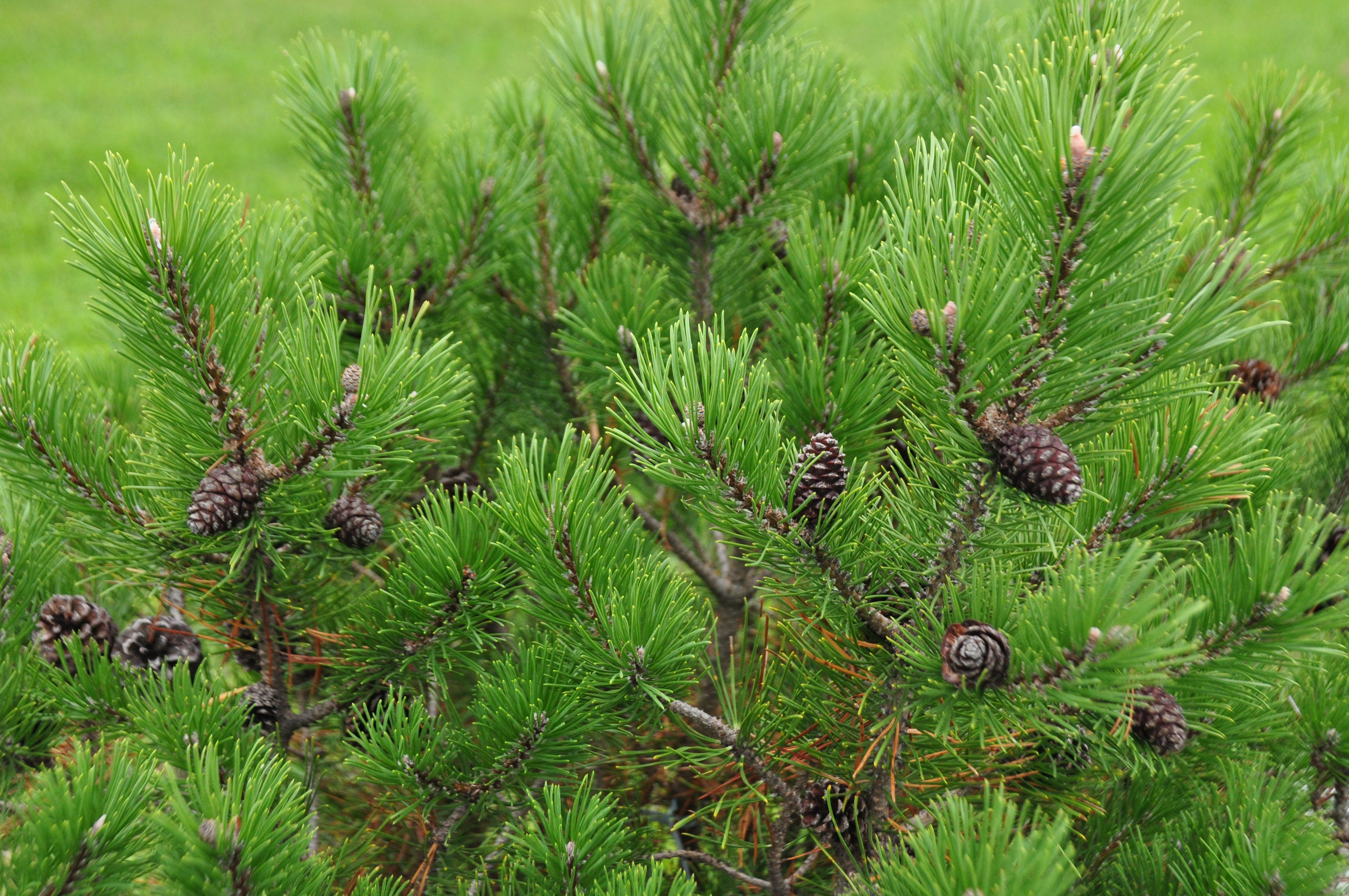